# プランク定数
プランク定数（プランクていすう、プランクじょうすう、英語: Planck constant）は、光子のもつエネルギーと振動数の比例関係をあらわす比例定数のことで、量子論を特徴付ける物理定数である。
量子力学の創始者の一人であるマックス・プランクにちなんで命名された。
作用の次元を持ち、作用量子とも呼ばれている。
SIにおける単位はジュール秒（記号: J⋅s または J s）である。プランク定数は2019年5月に定義定数となり、正確に6.62607015×10−34 J⋅sと定義された。

## 概要
光子の持つエネルギー（エネルギー量子）ε は振動数 ν に比例し、その比例定数がプランク定数と定義される。
{\displaystyle \varepsilon =h\nu }
光のエネルギー E は光子の持つエネルギーの倍数の値のみを取り得る。
{\displaystyle E=nh\nu }
プランク定数の値は
正確に{\displaystyle {\begin{aligned}h&=6.626\,070\,15\times 10^{-34}\,\mathrm {J\,s} \\&=4.135\,667\,696...\times 10^{-15}\,\mathrm {eV\,s} \end{aligned}}}
である（2018年CODATA推奨値）。
また、プランク定数 h を 円周率 π の2倍で割った量 h/2π もよく使われるため、「換算プランク定数」、または「ディラック定数」と呼ばれる。
ディラック定数の値は
{\displaystyle {\begin{aligned}\hbar &=1.054\,571\,817...\times 10^{-34}\,\mathrm {J\,s} \\&=6.582\,119\,569\times 10^{-16}\,\mathrm {eV\,s} \end{aligned}}}
である（2018年CODATA推奨値）。

## 記号
プランク定数は、記号 h で表される。この記号はプランクの輻射公式を説明する定数としてプランク自身の論文の中で導入されている。Hilfsgröße（Hilfs＝補助、größe＝大きさ、量）の頭文字に由来する。また専用の記号として ℎ (PLANCK CONSTANT, Unicode U+210E) も用意されている。
ディラック定数の記号は、 h にストローク符号を付けた記号 ħ（H WITH STROKE, LATIN SMALL LETTER、Unicode U+0127、JIS X 0213 1-10-93）が使われる。量の記号にイタリック体を用いる約束に従って、専用の記号として ℏ (PLANCK CONSTANT OVER TWO PI, Unicode U+210F, JIS X 0213 1-3-61) も用意されている。またTeX には数式記号 {\displaystyle \hbar }（\hbar）が用意されている。ħ は「エイチバー」または「クロストエイチ」と発音される。
| 記号 | Unicode | JIS X 0213 | 文字参照         | 名称                        |
| ---- | ------- | ---------- | ---------------- | --------------------------- |
| ℎ    | U+210E  | -          | &#x210E; &#8462; | PLANCK CONSTANT             |
| ℏ    | U+210F  | 1-3-61     | &#x210F; &#8463; | PLANCK CONSTANT OVER TWO PI |

## 歴史

### 黒体放射

温度 8 mK の黒体のヴィーン、プランク、レイリーの3式の比較

1896年にヴィルヘルム・ヴィーンが黒体放射におけるエネルギー分布に関するヴィーンの放射法則を提案した。この式はそれ以前の実験で得られていた高振動数領域では測定値をよく説明したが、新たに得られた低振動数の領域では合わなかった。1900年にプランクが低振動数領域でも測定値と一致するようにヴィーンの理論式を修正する形でプランクの法則を提案した。プランクの理論式は、高振動数の領域ではヴィーンの理論式に移行する。レイリー卿は古典的なエネルギー等分配則から低振動数極限における近似式の形を提案し、1905年にジェームズ・ジーンズがその係数を正しく与えた。レイリー・ジーンズの法則と呼ばれるこの式は、プランクの理論式から導かれる低振動数極限の形と係数を含めて一致した。
プランクは彼の公式の理論的な説明を与える過程で、振動数 ν の光のエネルギーの受け渡しは大きさ hν を単位としてのみ起こり得る、という仮定をした。この h が後にプランク定数と呼ばれるようになった普遍定数である。実験結果と彼の理論式を比較してプランクは、
h = 6.55×10−34 J s
と定めた。

### 光電効果
アルベルト・アインシュタインはプランクの理論の影響を受け、1905年、光が粒子のような性質を持つという光量子仮説を提唱し光電効果を説明した。光量子仮説では、プランクとは別の方法でエネルギー量子の存在を説明した。アインシュタインの光電効果の考えはともかくとして彼が導いた式の正しさは、ロバート・ミリカンによって10年かけて行われた実験にて確かめられた。1916年にミリカンが報告したプランク定数の値は、
h = 6.57×10−34 J s
であり、プランクが黒体放射から得た値とよく一致した。

## 理論
プランク定数は量子論的な不確定性関係と関わる定数であり、h → 0 の極限で量子力学が古典力学に一致するなど、量子論を特徴付ける定数である。
軌道角運動量やスピンは常に換算プランク定数の整数倍か半整数倍になっている。例えば、電子のスピンは ±ħ/2 である。なお、量子力学の分野では ħ = 1 とするプランク単位系や原子単位系を用いる場合が多く、その場合の電子のスピンは ±1/2 となる。
プランク定数は位置と運動量の積の次元を持ち、不確定性関係から位相空間での面積の最小単位であるとも考えられているが、最近では Zurek らの研究で、量子カオス系においてはプランク定数以下のミクロ構造が現れる事がわかった。

## キログラムの定義
質量のSI単位であるキログラムは、従来の定義では国際キログラム原器（IPK）が用いられていたが、プランク定数を用いた新しい定義に改定され、2019年5月に発効した。
新しい定義においてプランク定数はSIを定義する定義定数として位置付けられ、SI単位による値は実験的に決定される測定値ではなく、固定された定義値となった。
プランク定数（h = 6.62607015×10−34 J s）とともに値が固定された定数である光速度 c、及びセシウム133の超微細遷移周波数 ΔνCs とを組み合わせることで、キログラムが導かれるという仕組みになっている。

### 経緯
国際度量衡委員会の下部組織である質量関連量諮問委員会による2013年の勧告では、新たな質量の定義を採用する条件として、
- 相対標準不確かさが 50×10−9 以下のプランク定数が少なくとも3つ、独立した実験（キブル天秤法とX線結晶密度法[14]を含む）により得られていること、
- その内の少なくとも1つは、相対標準不確かさが 20×10−9 以下であること、

等が要求されていたが、2017年5月の 16th CCM meeting 時点までにこの条件は達成された。
NISTの D. Haddad らは、2015年から2017年にかけて NIST-4 キブル天秤による計測を繰り返した結果として 6.626069934(89)×10−34 J s の値を得ており、相対標準不確かさでは 13×10−9 を達成している。その他の実験結果については「モルプランク定数#実験値から定義値へ」を参照のこと。
2018年11月の第26回国際度量衡総会 (CGPM) で決議され、2019年5月20日に施行された新しいSIの定義では、プランク定数は定義定数となった。